# Mitchell Parker
Mitchell James Parker (Albuquerque, Nuevo México, 27 de septiembre de 1999), más conocido como Mitchell Parker, es un jugador profesional estadounidense de béisbol que se desempeña en la posición de lanzador en Washington Nationals, equipo de las Grandes Ligas de Béisbol (MLB).

## Carrera
En 2024, Parker hizo su debut en la MLB con el equipo Washington Nationals, donde lleva jugando una temporada.